# Amblyanthus
Amblyanthus, maleni biljni rod iz porodice jaglačevki raširen po Assamu, Bangladešu i istočnoj Himalaji. Smješten je u potporodicu Myrsinoideae.
Godine 2021. prvi puta otkrivena je nova vrsta ovog roda u Kini u okrugu Medog, to je A. chenii.

## Vrste
1. Amblyanthus chenii Zhou, Zhuo et al. (2021)
2. Amblyanthus glandulosus (Roxb.) A.DC.
3. Amblyanthus multiflorus Mez
4. Amblyanthus obovatus G.S.Giri, S.K.Das & H.J.Chowdhery
5. Amblyanthus praetervisus Mez